# Indigofera neosericopetala
Indigofera neosericopetala är en ärtväxtart som beskrevs av Pei Chun Qiong Li. Indigofera neosericopetala ingår i släktet indigosläktet, och familjen ärtväxter. Inga underarter finns listade i Catalogue of Life.